# Kruchomięsak ciemniejący
Kruchomięsak ciemniejący (Parmastomyces mollissimus (Maire) Pouzar) – gatunek grzybów z rodziny pniarkowatych (Fomitopsidaceae).

## Systematyka i nazewnictwo
Pozycja w klasyfikacji według Index Fungorum: Fomitopsis, Fomitopsidaceae, Polyporales, Incertae sedis, Agaricomycetes, Agaricomycotina, Basidiomycota, Fungi.
Po raz pierwszy opisał go w 1945 r. René Charles Maire, nadając mu nazwę Tyromyces mollissimus. W 1984 r. Zdeněk Pouzar przeniósł go do rodzaju Parmastomyces. Synonimy:
- Parmastomyces transmutans (Overh.) Ryvarden & Gilb. 1984
- Polyporus subcartilagineus Overh. 1941
- Polyporus transmutans Overh. 1952
- Tyromyces mollissimus Maire 1945
- Tyromyces subcartilagineus Overh. ex Domański 1965
- Tyromyces transmutans (Overh.) J. Lowe 1975

Stanisław Domański w 1965 r. podał polską nazwę białak Krawcewa, Władysław Wojewoda w 2003 r. zmienił ją na kruchomięsak ciemniejący (dla synonimu Parmastomyces transmutans).

## Morfologia
Owocnik
Początkowo rozpostarty, potem tworzący guzowate pseudokapelusze. Kontekst miękki, czerwonobrązowy. Powierzchnia hymenialna czysto biała, bardzo szybko brązowiejąca po dotknięciu. Zapach nieprzyjemny.
Strzępki ze sprzążkami na przegrodach. Bazydiospory o wymiarach 4,5–6 × 2,5–3 μm, w odczynniku Melzera dekstrynoidalne.

## Występowanie i siedlisko
Występuje w Ameryce Północnej, Europie i Azji. W Polsce do 2003 r. znane było tylko jedno stanowisko, podane przez S. Domańskiego w 1967 r. w Puszczy Białowieskiej, w późniejszych latach podano wiele następnych stanowisk. Na Czerwonej liście roślin i grzybów Polski ma status gatunku narażonego, który w najbliższej przyszłości zapewne przesunie się do kategorii wymierających, jeśli nadal będą działać czynniki zagrożenia.
Nadrzewny grzyb poliporoidalny.